# 코파 델 레이 2011-12
코파 델 레이 2011-12(스페인어: Copa del Rey de Fútbol 2011-12)는 코파 델 레이의 108번째 시즌이다. 이 시즌은 2011년 8월 31일에 시작되어 2012년 5월 25일에 마드리드의 비센테 칼데론에서 열린 결승전으로 막을 내렸다. 이 대회 참가여 우승을 할 경우 유로파리그 조별 리그 진출권을 확보할 수 있었다. 전 시즌 우승을 거둔 레알 마드리드는 나중에 우승을 차지한 바르셀로나와의 8강전에서 패하여 탈락했다.

## 일정
| 단계     | 날짜                           | 편성 쌍 수 | 구단 수 | 비고                                                                               | 주석 |
| -------- | ------------------------------ | ---------- | ------- | ---------------------------------------------------------------------------------- | ---- |
| 1라운드  | 2011년 8월 31일                | 18         | 84 → 66 | 3부와 2부 B 리그 구단들이 합류.                                                    |      |
| 2라운드  | 2011년 9월 6일 ~ 8일           | 23         | 66 → 43 | 2부 리그 구단들이 합류.                                                            |      |
| 3라운드  | 2011년 10월 12일               | 11         | 43 → 32 |                                                                                    |      |
| 32강전   | 2011년 11월 9일 12월 8일, 13일 | 16         | 32 → 16 | 1부 리그 구단들이 합류. 유로파리그 참가 구단들은 1차전 경기를 12월 8일로 앞당겼다. |      |
| 32강전   | 2011년 12월 20일 ~ 22일        | 16         | 32 → 16 | 1부 리그 구단들이 합류. 유로파리그 참가 구단들은 1차전 경기를 12월 8일로 앞당겼다. |      |
| 16강전   | 2012년 1월 3일 ~ 5일           | 8          | 16 → 8  |                                                                                    |      |
| 16강전   | 2012년 1월 10일 ~ 12일         | 8          | 16 → 8  |                                                                                    |      |
| 8강전    | 2012년 1월 17일 ~ 19일         | 4          | 8 → 4   |                                                                                    |      |
| 8강전    | 2012년 1월 24일 ~ 26일         | 4          | 8 → 4   |                                                                                    |      |
| 준결승전 | 2012년 1월 31일 2월 1일        | 2          | 4 → 2   |                                                                                    |      |
| 준결승전 | 2012년 2월 7일 ~ 8일           | 2          | 4 → 2   |                                                                                    |      |
| 결승전   | 2012년 5월 25일                | 1          | 2 → 1   | 마드리드의 비센테 칼데론에서 진행                                                  |      |

## 참가 구단
다음 구단들이 2011-12 시즌 코파 델 레이에 참가했다:
라리가 2010-11의 20개 구단:
- 알메리아
- 아틀레틱 빌바오
- 아틀레티코 마드리드
- 바르셀로나
- 데포르티보
- 에스파뇰
- 헤타페
- 에르쿨레스
- 레반테
- 말라가
- 마요르카
- 오사수나
- 라싱 산탄데르
- 레알 마드리드
- 레알 소시에다드
- 세비야
- 스포르팅 히혼
- 발렌시아
- 비야레알
- 사라고사

세군다 디시비온 2010-11의 20개 구단 (바르셀로나 B와 비야레알 B는 2군임에 따라 제외):
- 알바세테
- 알코르콘
- 베티스
- 카르타헤나
- 셀타 비고
- 코르도바
- 엘체
- 짐나스틱
- 지로나
- 그라나다
- 우에스카
- 라스 팔마스
- 누만시아
- 폰페라디나
- 라요 바예카노
- 레크레아티보
- 살라망카
- 테네리페
- 바야돌리드
- 헤레스

세군다 디비시온 B 2010-11의 26개 구단. 4개조 상위 5개 구단(2군 제외)과 나머지 2군이 아닌 구단들 중 가장 많은 승점을 획득한 6개 구단이 선정되었다 (*):
- 루고
- 과달라하라
- 레가네스
- 알칼라
- 베신다리오
- 에이바르
- 미란데스
- 알라베스
- 레알 우니온
- 팔렌시아
- 사바델
- 바달로나
- 알코야노
- 오리우엘라
- 례이다 에스포르티우
- 무르시아
- 멜리야
- 카디스
- 산 로케
- 세우타
- 로그로녜스*
- 오비에도*
- 로스피탈레트*
- 산트 안드레우*
- 로케타스*
- 하엔*

테르세라 디비시온 2010-11의 18개 구단. 이 대회에 참가하는 구단들은 18개조에서 각각 우승을 거둔 구단들(혹은 2군이 우승한 조에서 2군을 제외하고 가장 높은 순위를 기록한 구단들)이다:
- 세르세다
- 마리노
- 노하
- 아모레비에타
- 랴고스테라
- 올림피크 하티바
- 알코벤다스 스포르트
- 부르고스
- 코마르카 데 니하르
- 리넨세
- 마나코르
- 란사로테
- UCAM 무르시아
- 비야노벤세
- 투델라노
- 나하라
- 안도라
- 톨레도

## 1라운드
1라운드 경기는 2011년 8월 31일에 진행되었다.
알칼라, 카디스, 산트 안드레우, 산 로케, 알바세테, 로케타스, 오리우엘라, 그리고 알라베스는 부전승으로 다음 라운드에 진출했다.
| 2011년 8월 31일 | 마나코르   | 1 – 4    | 로스피탈레트                                                          | 발레아레스 제도 마나코르                                    |  |  |
| 17:00 CEST      | 바르본 81′ | (리포트) | 프라츠 20′ (페널티) · 코로미나스 24′ · 시리오 37′ (페널티) · 아로 75′ | 경기장: 나 카페예라 관중 수: 800 심판: 비센테 핀타도 칼레로 |  |  |
|                 |            |          |                                                                       |                                                             |  |  |

| 2011년 8월 31일 | 노하                          | 2 – 1 (연) | 레알 우니온       | 칸타브리아 노하                                                 |  |  |
| 18:00 CEST      | 보르하 라사로 40′ · 라몬 104′ | (리포트)   | 로모 69′ (페널티) | 경기장: 라 카세타 관중 수: 100 심판: 파블로 곤살레스 푸에르테스 |  |  |
|                 |                               |            |                   |                                                                 |  |  |

| 2011년 8월 31일                                                     | 투델라노              | 2 – 2 (연) (4 – 5 승부차기)                                              | 폰페라디나                                | 나바라 투델라                                                                |  |  |
| 18:00 CEST                                                          | 미녜스 29′ · 메나 73′ | (리포트)                                                                 | 세르히오 로드리게스 10′ · 보르하 바예 44′ | 경기장: 호세 안토니오 엘롤라 관중 수: 600 심판: 이그나시오 에르모시야 알라냐 |  |  |
|                                                                     |                       | 승부차기                                                                 |                                           |                                                                              |  |  |
| 아페스테기아 · 다비드 페레스 · Esparza · 마르티 · 메나 · 룸브레라스 |                       | 호나탄 루이스 · 바로 · 카를로스 루이스 · 알카이데 · 마요르 · 보르하 바예 |                                           |                                                                              |  |  |
|                                                                     |                       |                                                                          |                                           |                                                                              |  |  |

| 2011년 8월 31일 | 나하라 | 0 – 3    | 살라망카                      | 라 리오하 나헤라                                               |  |  |
| 19:00 CEST      |        | (리포트) | 데 루카스 50′, 80′ · 코케 87′ | 경기장: 라 살레라 관중 수: 1,200 심판: 훌리오 페르민 레오 오요 |  |  |
|                 |        |          |                               |                                                                |  |  |

| 2011년 8월 31일 | 안도라                           | 3 – 1    | 례이다 에스포르티우 | 아라곤 안도라                                                            |  |  |
| 19:00 CEST      | 모랄레스 29′, 83′ · 드룰리치 89′ | (리포트) | 미야 80′            | 경기장: 후안 안토니오 엔데이사 관중 수: 1,000 심판: 미겔 보스치 도메네크 |  |  |
|                 |                                  |          |                     |                                                                          |  |  |

| 2011년 8월 31일                                                                    | UCAM 무르시아 | 0 – 0 (연) (7 – 6 승부차기)                                                              | 코마르카 데 니하르 | 무르시아 상고네라 라 베르데                               |  |  |
| 19:00 CEST                                                                         |               | (리포트)                                                                                 |                    | 경기장: 엘 마야요 관중 수: 1,000 심판: 사울 아이스 레이그 |  |  |
|                                                                                    |               | 승부차기                                                                                 |                    |                                                           |  |  |
| 후아치 · 아구스틴 · 킨테로 · 살리아스 · 판도 · 라바단 · 카노바스 · 멩촌 · 모리야스 |               | 로페스 · 안토니오 호세 · 호세 다비드 · 아벨 · 메리다 · 가브리 · 하빌린 · 모라 · 로베르토 |                    |                                                           |  |  |
|                                                                                    |               |                                                                                          |                    |                                                           |  |  |

| 2011년 8월 31일 | 아모레비에타 | 0 – 1    | 미란데스     | 바스크 아모레비에타-에차노                                           |  |  |
| 19:00 CEST      |              | (리포트) | 아구스틴 54′ | 경기장: 우리체 시립 구장 관중 수: 2,000 심판: 로베르토 플로레스 로다 |  |  |
|                 |              |          |              |                                                                      |  |  |

| 2011년 8월 31일 | 마리노 루앙코                                          | 3 – 1 (연) | 톨레도         | 아스투리아스 루앙코                                        |  |  |
| 20:00 CEST      | 비야누에바 37′ · 카르네로 93′ · 세르히오 프렌데스 100′ | (리포트)   | 에스피노사 32′ | 경기장: 미라마르 관중 수: 800 심판: 아드리안 코르데로 베가 |  |  |
|                 |                                                        |            |                |                                                            |  |  |

| 2011년 8월 31일 | 알코벤다스 스포르트 | 0 – 1    | 란사로테   | 마드리드 알코벤다스                                           |  |  |
| 20:30 CEST      |                     | (리포트) | 토니토 71′ | 경기장: 호세 카바예로 관중 수: 150 심판: 파블로 부리요 나랑호 |  |  |
|                 |                     |          |            |                                                               |  |  |

| 2011년 8월 31일 | 세르세다                    | 2 – 0    | 테네리페 | 갈리시아 세르세다                                           |  |  |
| 20:30 CEST      | 페르난데스 57′ · 호셀루 83′ | (리포트) |          | 경기장: 오 오소 관중 수: 800 심판: 파블로 페르난데스 페레스 |  |  |
|                 |                             |          |          |                                                             |  |  |

| 2011년 8월 31일 | 레가네스                     | 3 – 1    | 베신다리오          | 마드리드 레가네스                                                                       |  |  |
| 20:30 CEST      | 토니노 38′ · 빅토르 56′, 73′ | (리포트) | 예라이 오르테가 14′ | 경기장: 부타르케 시립 경기장 관중 수: 1,000 심판: 호세 이그나시오 에르난데스 시푸엔테스 |  |  |
|                 |                              |          |                     |                                                                                         |  |  |

| 2011년 8월 31일 | 부르고스 | 0 – 1    | 에이바르         | 부르고스                                                    |  |  |
| 20:30 CEST      |          | (리포트) | 아루아바레나 14′ | 경기장: 엘 플란티오 관중 수: 900 심판: 다니엘 오콘 아라이스 |  |  |
|                 |          |          |                  |                                                             |  |  |

| 2011년 8월 31일 | 팔렌시아            | 1 – 3    | 로그로녜스                            | 팔렌시아                                                          |  |  |
| 20:30 CEST      | 레예스 72′ (페널티) | (리포트) | 수아레스 26′ · 마누 가르시아 31′, 66′ | 경기장: 누에바 발라스테라 관중 수: 600 심판: 발렌틴 피사로 고메스 |  |  |
|                 |                     |          |                                       |                                                                   |  |  |

| 2011년 8월 31일 | 랴고스테라                                         | 4 – 2    | 올림피크 하티바              | 카탈루냐 랴고스테라                                                    |  |  |
| 20:30 CEST      | 피 32′ · 마스 52′ · 아마가트 61′ · 우리 산투스 89′ | (리포트) | 다 시우바 44′ · 푸엔테스 65′ | 경기장: 랴고스테라 시립 경기장 관중 수: 400 심판: 루이스 로페스 무뇨스 |  |  |
|                 |                                                    |          |                              |                                                                        |  |  |

| 2011년 8월 31일 | 루고       | 1 – 3    | 오비에도                       | 루고                                                             |  |  |
| 20:45 CEST      | 가리도 59′ | (리포트) | 루비아토 25′, 52′ · 디오프 50′ | 경기장: 안초 카로 관중 수: 400 심판: 빅토르 마누엘 고메스 리오스 |  |  |
|                 |            |          |                                |                                                                  |  |  |

| 2011년 8월 31일 | 리넨세                             | 3 – 1    | 바달로나            | 안달루시아 라 리네아 데 라 콘셉시온                                          |  |  |
| 21:00 CEST      | 베요 16′ · 이사크 18′ · 디아스 60′ | (리포트) | 마리아노 디아스 58′ | 경기장: 라 리네아 시립 경기장 관중 수: 4,000 심판: 호세 앙헬 산토스 카바예로 |  |  |
|                 |                                    |          |                     |                                                                              |  |  |

| 2011년 8월 31일 | 하엔                               | 3 – 0    | 세우타 | 하엔                                                                              |  |  |
| 21:30 CEST      | 호셀루 13′ · 코보 25′ · 카스콘 48′ | (리포트) |        | 경기장: 누에보 라 빅토리아 관중 수: 3,000 심판: 프란시스코 호세 비예나 콘트레라스 |  |  |
|                 |                                    |          |        |                                                                                   |  |  |

| 2011년 8월 31일 | 멜리야 | 0 – 1    | 비야노벤세 | 멜리야                                                                      |  |  |
| 22:00 CEST      |        | (리포트) | 라울 1′    | 경기장: 알바레스 클라로 시립 경기장 관중 수: 450 심판: 라울 차베트 가르시아 |  |  |
|                 |        |          |            |                                                                             |  |  |

## 2라운드
2라운드 경기는 2011년 9월 6일부터 8일까지 진행되었다.
| 2011년 9월 6일 | 알코르콘                         | 2 – 1    | 사바델   | 마드리드 알코르콘                                                          |  |  |
| 20:00 CEST     | 키니 90′ (페널티) · 아브람 90+2′ | (리포트) | 피토 86′ | 경기장: 산토 도밍고 관중 수: 4,000 심판: 안토니오 이스라엘 마리스칼 산체스 |  |  |
|                |                                  |          |          |                                                                            |  |  |

| 2011년 9월 6일 | 무르시아 | 0 – 1    | 코르도바 | 무르시아                                                               |  |  |
| 22:00 CEST     |          | (리포트) | 케로 90′ | 경기장: 누에바 콘도미나 관중 수: 3,000 심판: 호세 루이스 레스마 로페스 |  |  |
|                |          |          |          |                                                                        |  |  |

| 2011년 9월 7일 | 알바세테              | 1 – 0    | 하엔 | 알바세테                                                        |  |  |
| 17:00 CEST     | 세르반도 39′ (자책골) | (리포트) |      | 경기장: 카를로스 벨몬테 관중 수: 1,689 심판: 비센테 힐 코스콜랴 |  |  |
|                |                       |          |      |                                                                 |  |  |

| 2011년 9월 7일 | 노하 | 0 – 2    | 로그로녜스                       | 칸타브리아 노하                                             |  |  |
| 18:00 CEST     |      | (리포트) | 오사도 77′ (페널티) · 이냐키 90′ | 경기장: 라 카세타 관중 수: 350 심판: 에두아르도 모로 산체스 |  |  |
|                |      |          |                                  |                                                             |  |  |

| 2011년 9월 7일 | UCAM 무르시아 | 0 – 1    | 알라베스   | 무르시아 상고네라 라 베르데                                      |  |  |
| 18:00 CEST     |               | (리포트) | 루비오 47′ | 경기장: 엘 마야요 관중 수: 800 심판: 호세 루이스 무누에라 몬테로 |  |  |
|                |               |          |            |                                                                  |  |  |

| 2011년 9월 7일 | 로스피탈레트                              | 3 – 2    | 레가네스                  | 카탈루냐 로스피탈레트 데 료브레가트                                  |  |  |
| 19:00 CEST     | 시리오 29′ · 다비드 프라츠 66′ · 피투 77′ | (리포트) | 토니노 35′ · 아리다네 87′ | 경기장: 라 페이사 랴르가 관중 수: 2,300 심판: 세바스티안 리폴 솔라노 |  |  |
|                |                                           |          |                           |                                                                      |  |  |

| 2011년 9월 7일 | 데포르티보                             | 5 – 1    | 지로나    | 라 코루냐                                                          |  |  |
| 20:00 CEST     | 라사드 10′, 65′, 70′, 73′ · 살로망 79′ | (리포트) | 니에토 3′ | 경기장: 리아소르 관중 수: 19,000 심판: 호세 라몬 피녜이로 크레스포 |  |  |
|                |                                        |          |           |                                                                    |  |  |

| 2011년 9월 7일                        | 마리노 루앙코                        | 2 – 2 (연) (2 – 4 승부차기)     | 안도라                  | 아스투리아스 루앙코                                            |  |  |
| 20:00 CEST                            | 카르네로 22′ · 에르메스 44′ (페널티) | (리포트)                        | 드룰리치 14′ · 폰시 79′ | 경기장: 미라마르 관중 수: 1,100 심판: 아르투로 디아스 알바레스 |  |  |
|                                       |                                      | 승부차기                        |                         |                                                                |  |  |
| 프리에토 · 알레스 · 카스타뇨 · 쿠엥카 |                                      | 드룰리치 · 폰시 · 고메스 · 레체 |                         |                                                                |  |  |
|                                       |                                      |                                 |                         |                                                                |  |  |

| 2011년 9월 7일 | 산트 안드레우 | 0 – 1    | 오리우엘라 | 바르셀로나                                                    |  |  |
| 20:00 CEST     |               | (리포트) | 고메스 10′ | 경기장: 나르시스 살라 관중 수: 1,000 심판: 세르히오 우손 로셀 |  |  |
|                |               |          |            |                                                               |  |  |

| 2011년 9월 7일 | 레크레아티보 | 0 – 2    | 엘체                             | 우엘바                                                              |  |  |
| 20:00 CEST     |              | (리포트) | 사모라 17′ (자책골) · 팔랑카 22′ | 경기장: 누에보 콜로비노 관중 수: 1,500 심판: 페르난도 로페스 아세라 |  |  |
|                |              |          |                                  |                                                                     |  |  |

| 2011년 9월 7일 | 랴고스테라                 | 2 – 1 (연장전) | 세르세다       | 카탈루냐 랴고스테라                                                            |  |  |
| 20:30 CEST     | 발로네스타 83′ · 마스 106′ | (리포트)       | 페르난데스 43′ | 경기장: 무니시팔 데 랴고스테라 관중 수: 700 심판: 크리스티안 아드리안 리산드루 |  |  |
|                |                            |                |                |                                                                                |  |  |

| 2011년 9월 7일 | 폰페라디나                               | 3 – 0    | 로케타스 | 카스티야 이 레온 폰페라다                                        |  |  |
| 20:30 CEST     | 유리 47′ (페널티), 78′ · 보르하 바예 63′ | (리포트) |          | 경기장: 엘 토랄린 관중 수: 2,000 심판: 호세 안토니오 로페스 토카 |  |  |
|                |                                          |          |          |                                                                  |  |  |

| 2011년 9월 7일 | 에이바르                                  | 4 – 0    | 란사로테 | 바스크 에이바르                                                        |  |  |
| 20:30 CEST     | 로스 37′ · 알투나 39′, 83′ · 토르네로 89′ | (리포트) |          | 경기장: 이푸루아 관중 수: 2,000 심판: 에두아르도 가르시아 바예스테로스 |  |  |
|                |                                           |          |          |                                                                        |  |  |

| 2011년 9월 7일 | 미란데스                              | 3 – 1    | 리넨세  | 카스티야 이 레온 미란다 데 에브로                           |  |  |
| 20:30 CEST     | 람바리 1′ · 바라오나 28′ · 인판테 89′ | (리포트) | 게라 5′ | 경기장: 안두바 관중 수: 1,300 심판: 미겔 산체스-세코 오테로 |  |  |
|                |                                       |          |         |                                                             |  |  |

| 2011년 9월 7일                             | 오비에도 | 1 – 1 (연) (3 – 2 승부차기)                       | 살라망카                       | 오비에도                                                                          |  |  |
| 20:30 CEST                                 | 팔콘 44′ | (리포트)                                          | 호르헤 로드리게스 77′ (자책골) | 경기장: 카를로스 타르티에레 관중 수: 3,000 심판: 하비에르 이글레시아스 비야누에바 |  |  |
|                                            |          | 승부차기                                          |                                |                                                                                   |  |  |
| 아바솔로 · 네그레도 · 산스 · 모레 · 디오프 |          | 데 루카스 · 무뇨스 · 마르케스 · 콰드라도 · 레예스 |                                |                                                                                   |  |  |
|                                            |          |                                                   |                                |                                                                                   |  |  |

| 2011년 9월 7일                      | 카르타헤나 | 0 – 0 (연) (3 – 5 승부차기)                  | 누만시아 | 무르시아 카르타헤나                                                         |  |  |
| 21:00 CEST                          |            | (리포트)                                     |          | 경기장: 카르타고노바 관중 수: 4,000 심판: 프란시스코 마누엘 아리아스 로페스 |  |  |
|                                     |            | 승부차기                                     |          |                                                                             |  |  |
| 디마스 · 토레스 · 라푸엔테 · 호세미 |            | 알바레스 · 베도야 · 서니 · 세드리크 · 라데로 |          |                                                                             |  |  |
|                                     |            |                                              |          |                                                                             |  |  |

| 2011년 9월 7일 | 우에스카     | 1 – 0    | 헤레스 | 우에스카                                                                       |  |  |
| 21:00 CEST     | 로베르토 46′ | (리포트) |        | 경기장: 엘 알코라스 관중 수: 3,127 심판: 알레한드로 호세 에르난데스 에르난데스 |  |  |
|                |              |          |        |                                                                                |  |  |

| 2011년 9월 7일 | 알메리아                    | 2 – 0 (연) | 과달라하라 | 알메리아                                                             |  |  |
| 21:00 CEST     | 소리아노 115′ · 우요아 119′ | (리포트)   |            | 경기장: 지중해 게임 경기장 관중 수: 4,447 심판: 페드로 수레다 쿠엥카 |  |  |
|                |                             |            |            |                                                                      |  |  |

| 2011년 9월 7일 | 카디스                                              | 3 – 1    | 알칼라       | 카디스                                                             |  |  |
| 21:00 CEST     | 아킨솔라 33′ · 디오니 88′ · 페갈라하르 90′ (페널티) | (리포트) | 로데야르 28′ | 경기장: 라몬 데 카란사 관중 수: 2,000 심판: 카를로스 로페스 로페스 |  |  |
|                |                                                     |          |              |                                                                    |  |  |

| 2011년 9월 7일 | 산 로케                          | 2 – 0    | 비야노벤세 | 안달루시아 우엘바                                                    |  |  |
| 21:00 CEST     | 아로요 50′ · 루비오 71′ (페널티) | (리포트) |            | 경기장: 시우다드 데 레페 관중 수: 1,180 심판: 카를로스 모레노 이달고 |  |  |
|                |                                  |          |            |                                                                      |  |  |

| 2011년 9월 7일 | 에르쿨레스                          | 0 – 3 몰수승 | 알코야노           | 알리칸테                                                    |  |  |
| 22:00 CEST     | 베라 87′, 117′ · 미첼 105′ (페널티) | (리포트)     | 몬테르데 74′, 119′ | 경기장: 호세 리코 페레스 심판: 다마소 아르세디아노 모네시요 |  |  |
|                |                                     |              |                    |                                                             |  |  |

| 2011년 9월 8일 | 바야돌리드                                           | 6 – 0    | 짐나스틱 | 바야돌리드                                                      |  |  |
| 20:00 CEST     | 빅토르 4′ · 조프레 11′ · 나우세트 22′, 40′, 43′, 58′ | (리포트) |          | 경기장: 호세 소리야 관중 수: 6,700 심판: 산티아고 하이메 라트레 |  |  |
|                |                                                      |          |          |                                                                 |  |  |

| 2011년 9월 8일 | 셀타 비고                              | 2 – 0 (연) | 라스 팔마스 | 갈리시아 비고                                                |  |  |
| 22:00 CEST     | 주안 토마스 96′ · 이아고 아스파스 120′ | (리포트)   |             | 경기장: 발라이도스 관중 수: 5,000 심판: 이냐키 비칸디 가리도 |  |  |
|                |                                        |            |             |                                                              |  |  |

## 3라운드
3라운드 추첨은 2011년 9월 15일 13시 (CEST)에 마드리드의 라스 로사스의 축구 도시에서 진행되었다.
경기는 2011년 10월 12일에 진행되었다.
오비에도는 부전승으로 다음 라운드에 진출했다.
| 2011년 10월 12일 | 셀타 비고                                                  | 4 – 1    | 바야돌리드     | 갈리시아 비고                                                    |  |  |
| 12:00 CEST       | 카탈라 10′ · 토니 49′ · 베르메호 69′ · 이아고 아스파스 78′ | (리포트) | 마르키토스 83′ | 경기장: 발라이도스 관중 수: 7,227 심판: 후안 마르티네스 무누에라 |  |  |
|                  |                                                            |          |                |                                                                  |  |  |

| 2011년 10월 12일 | 알코르콘                 | 2 – 1    | 누만시아             | 마드리드 알코르콘                                             |  |  |
| 16:00 CEST       | 미겔레스 6′ · 리에라 46′ | (리포트) | 디아스 데 세리오 33′ | 경기장: 산토 도밍고 관중 수: 4,000 심판: 마리오 멜레로 로페스 |  |  |
|                  |                          |          |                      |                                                               |  |  |

| 2011년 10월 12일 | 오리우엘라   | 1 – 3    | 카디스                        | 발렌시아 오리우엘라                                               |  |  |
| 18:00 CEST       | 프란시스 82′ | (리포트) | 이케치 14′ · 아킨솔라 42′ 50′ | 경기장: 로스 아르코스 관중 수: 3,000 심판: 앙헬 알바레스 피나르도 |  |  |
|                  |              |          |                               |                                                                   |  |  |

| 2011년 10월 12일 | 미란데스                                            | 3 – 1    | 로그로녜스 | 카스티야 이 레온 미란다 데 에브로                              |  |  |
| 18:00 CEST       | 알비스테기 17′ (자책골) · 아로요 25′ · 아구스틴 52′ | (리포트) | 마누 74′   | 경기장: 안두바 관중 수: 4,991 심판: 아시에르 이스투리스 라토레 |  |  |
|                  |                                                     |          |            |                                                                |  |  |

| 2011년 10월 12일 | 안도라       | 1 – 3    | 산 로케                     | 아라곤 안도라                                                             |  |  |
| 18:00 CEST       | 모랄레스 83′ | (리포트) | 베로칼 7′ · 루비오 13′, 72′ | 경기장: 후안 안토니오 엔데이사 관중 수: 2,000 심판: 이스라엘 시몬 델 피노 |  |  |
|                  |              |          |                             |                                                                           |  |  |

| 2011년 10월 12일                         | 코르도바     | 1 – 1 (연장전) (3 – 2 승부차기)                  | 우에스카   | 코르도바                                                           |  |  |
| 18:00 CEST                               | 샤를리스 59′ | (리포트)                                         | 코로나 89′ | 경기장: 누에보 아르캉헬 관중 수: 11,500 심판: 훌리오 아모에도 차스 |  |  |
|                                          |              | 승부차기                                         |            |                                                                    |  |  |
| 샤를리스 · 디아스 · 케로 · 로페스 시우바 |              | 카마초 · 로베르토 · 사스트레 · 소리바스 · 지우방 |            |                                                                    |  |  |
|                                          |              |                                                  |            |                                                                    |  |  |

| 2011년 10월 12일 | 알바세테 | 1 – 0    | 알라베스 | 알바세테                                                            |  |  |
| 19:00 CEST       | 카예 4′  | (리포트) |          | 경기장: 카를로스 벨몬테 관중 수: 4,321 심판: 마리아노 메디나 멘데스 |  |  |
|                  |          |          |          |                                                                     |  |  |

| 2011년 10월 12일 | 랴고스테라 | 0 – 1    | 로스피탈레트 | 카탈루냐 랴고스테라                                                           |  |  |
| 19:30 CEST       |            | (리포트) | 비알레 44′   | 경기장: 무니시팔 데 랴고스테라 관중 수: 1,200 심판: 후안 마누엘 베르날 모레노 |  |  |
|                  |            |          |              |                                                                               |  |  |

| 2011년 10월 12일 | 에이바르 | 0 – 1    | 폰페라디나 | 바스크 에이바르                                              |  |  |
| 20:00 CEST       |          | (리포트) | 유리 24′   | 경기장: 이푸루아 관중 수: 2,518 심판: 오스카르 마린 알바레스 |  |  |
|                  |          |          |            |                                                              |  |  |

| 2011년 10월 12일 | 알메리아     | 1 – 0    | 엘체 | 알메리아                                                             |  |  |
| 20:00 CEST       | 소리아노 89′ | (리포트) |      | 경기장: 지중해 게임 경기장 관중 수: 3,238 심판: 알폰소 피노 사모라노 |  |  |
|                  |              |          |      |                                                                      |  |  |

| 2011년 10월 12일 | 데포르티보              | 2 – 1    | 알코야노 | 라 코루냐                                                   |  |  |
| 22:00 CEST       | 도밍게스 32′ · 리키 66′ | (리포트) | 가토 72′ | 경기장: 리아소르 관중 수: 14,000 심판: 다비드 미란다 토레스 |  |  |
|                  |                         |          |          |                                                             |  |  |

## 본선
32강전 추첨은 2011년 10월 14일 13:00(CEST)에 마드리드 라스 로사스의 축구 도시에서 진행되었다.
이전과 마찬가지로, 세군다 디비시온 B 구단들은 유럽대항전에 참가하는 라 리가 구단들을 상대했다. 이 세군다 디비시온 B 구단들은 1포트에 배정되어 2A 포트 (챔피언스리그 참가 구단)와 짝이 맺어지고, 나머지는 2B 포트 (유로파리그 참가 구단)와의 맞대결이 성사되었다. 3포트의 5개 구단 (세군다 디비시온)은 남은 라 리가 13개 구단들(4포트) 중 5개 구단과 추첨되었다. 나머지 라 리가 8개 구단은 서로 맞대결을 펼쳤다. 같은 리그에 속한 구단들 간의 맞대결의 경우 낮은 순위의 구단이 1차전을 안방에 치렀고, 먼저 추첨된 구단이 1차전을 안방에서 치렀다.
1차전은 2B 포트로 편성된 구단들의 경기를 제외하고 2011년 12월 13일에 진행되었는데, 이들의 경기는 2011년 12월 8일에 진행되었다.(대회에서 탈락한 세비야를 제외하고 유로파리그 조별 6라운드 경기로 인한 결정이었다.) 2011년 11월 9일에 치르기로 된 바르셀로나의 경기도 (클럽 월드컵 일정으로 인해 앞당겨 진행되었다. 2차전 경기는 2011년 12월 22일에 진행되었다.
| 1포트 (세군다 디비시온 B)                                         | 2A포트 (챔피언스리그)                                     | 2B포트 (유로파리그)                        | 3포트 (세군다 디비시온)                         | 4포트 (나머지 라 리가 구단) |
| ----------------------------------------------------------------- | --------------------------------------------------------- | ------------------------------------------ | ----------------------------------------------- | --- |
| 알바세테 카디스 로스피탈레트 미란데스 오비에도 폰페라디나 산 로케 | 레알 마드리드 (전 시즌 우승) 바르셀로나 발렌시아 비야레알 | 아틀레틱 빌바오 아틀레티코 마드리드 세비야 | 알코르콘 알메리아 셀타 비고 코르도바 데포르티보 | 베티스 에스파뇰 헤타페 그라나다 레반테 말라가 마요르카 오사수나 라싱 산탄데르 라요 바예카노 레알 소시에다드 스포르팅 히혼 사라고사 |

### 32강 대진표
| 32강전 2011년 11월 9일, 12월 8, 13일 2011년 12월 20-22일 | 32강전 2011년 11월 9일, 12월 8, 13일 2011년 12월 20-22일 | 32강전 2011년 11월 9일, 12월 8, 13일 2011년 12월 20-22일 | 32강전 2011년 11월 9일, 12월 8, 13일 2011년 12월 20-22일 |  |                 | 16강전 2012년 1월 3-5일 2012년 1월 10-12일 | 16강전 2012년 1월 3-5일 2012년 1월 10-12일 | 16강전 2012년 1월 3-5일 2012년 1월 10-12일 | 16강전 2012년 1월 3-5일 2012년 1월 10-12일 |  |  | 8강전 2012년 1월 17-19일 2012년 1월 24-26일 | 8강전 2012년 1월 17-19일 2012년 1월 24-26일 | 8강전 2012년 1월 17-19일 2012년 1월 24-26일 | 8강전 2012년 1월 17-19일 2012년 1월 24-26일 |  |  | 준결승전 2012년 1월 31일, 2월 1일 2012년 2월 7, 8일 | 준결승전 2012년 1월 31일, 2월 1일 2012년 2월 7, 8일 | 준결승전 2012년 1월 31일, 2월 1일 2012년 2월 7, 8일 | 준결승전 2012년 1월 31일, 2월 1일 2012년 2월 7, 8일 |  |  | 결승전 2012년 5월 25일 | 결승전 2012년 5월 25일 |
|                                                          |                                                          |                                                          |                                                          |  |                 |                                            |                                            |                                            |                                            |  |  |                                             |                                             |                                             |                                             |  |  |                                                     |                                                     |                                                     |                                                     |  |  |                        |                        |
| 코르도바 (원)                                            | 1                                                        | 1                                                        | 2                                                        |  |                 |                                            |                                            |                                            |                                            |  |  |                                             |                                             |                                             |                                             |  |  |                                                     |                                                     |                                                     |                                                     |  |  |                        |                        |
| 베티스                                                   | 0                                                        | 2                                                        | 2                                                        |  |                 | 코르도바                                   | 2                                          | 2                                          | 4                                          |  |  |                                             |                                             |                                             |                                             |  |  |                                                     |                                                     |                                                     |                                                     |  |  |                        |                        |
| 셀타 비고                                                | 0                                                        | 2                                                        | 2                                                        |  | 에스파뇰        | 1                                          | 4                                          | 5                                          |                                            |  |  |                                             |                                             |                                             |                                             |  |  |                                                     |                                                     |                                                     |                                                     |  |  |                        |                        |
| 에스파뇰                                                 | 0                                                        | 4                                                        | 4                                                        |  |                 |                                            |                                            |                                            |                                            |  |  | 에스파뇰                                    | 3                                           | 1                                           | 4                                           |  |  |                                                     |                                                     |                                                     |                                                     |  |  |                        |                        |
| 미란데스                                                 | 1                                                        | 2                                                        | 3                                                        |  |                 |                                            |                                            |                                            |                                            |  |  | 미란데스 (원)                               | 2                                           | 2                                           | 4                                           |  |  |                                                     |                                                     |                                                     |                                                     |  |  |                        |                        |
| 비야레알                                                 | 1                                                        | 0                                                        | 1                                                        |  |                 | 미란데스                                   | 2                                          | 1                                          | 3                                          |  |  |                                             |                                             |                                             |                                             |  |  |                                                     |                                                     |                                                     |                                                     |  |  |                        |                        |
| 라싱 산탄데르 (원)                                       | 3                                                        | 3                                                        | 6                                                        |  | 라싱 산탄데르   | 0                                          | 1                                          | 1                                          |                                            |  |  |                                             |                                             |                                             |                                             |  |  |                                                     |                                                     |                                                     |                                                     |  |  |                        |                        |
| 라요 바예카노                                            | 2                                                        | 4                                                        | 6                                                        |  |                 |                                            |                                            |                                            |                                            |  |  |                                             |                                             |                                             |                                             |  |  | 미란데스                                            | 1                                                   | 2                                                   | 3                                                   |  |  |                        |                        |
| 알바세테                                                 | 2                                                        | 1                                                        | 3                                                        |  |                 |                                            |                                            |                                            |                                            |  |  |                                             |                                             |                                             |                                             |  |  | 아틀레틱 빌바오                                     | 2                                                   | 6                                                   | 8                                                   |  |  |                        |                        |
| 아틀레티코 마드리드                                      | 1                                                        | 0                                                        | 1                                                        |  |                 | 알바세테                                   | 0                                          | 0                                          | 0                                          |  |  |                                             |                                             |                                             |                                             |  |  |                                                     |                                                     |                                                     |                                                     |  |  |                        |                        |
| 오비에도                                                 | 0                                                        | 0                                                        | 0                                                        |  | 아틀레틱 빌바오 | 0                                          | 4                                          | 4                                          |                                            |  |  |                                             |                                             |                                             |                                             |  |  |                                                     |                                                     |                                                     |                                                     |  |  |                        |                        |
| 아틀레틱 빌바오                                          | 1                                                        | 1                                                        | 2                                                        |  |                 |                                            |                                            |                                            |                                            |  |  | 아틀레틱 빌바오                             | 2                                           | 1                                           | 3                                           |  |  |                                                     |                                                     |                                                     |                                                     |  |  |                        |                        |
| 레알 소시에다드                                          | 4                                                        | 1                                                        | 5                                                        |  |                 |                                            |                                            |                                            |                                            |  |  | 마요르카                                    | 0                                           | 0                                           | 0                                           |  |  |                                                     |                                                     |                                                     |                                                     |  |  |                        |                        |
| 그라나다                                                 | 1                                                        | 2                                                        | 3                                                        |  |                 | 레알 소시에다드                            | 2                                          | 1                                          | 3                                          |  |  |                                             |                                             |                                             |                                             |  |  |                                                     |                                                     |                                                     |                                                     |  |  |                        |                        |
| 마요르카                                                 | 0                                                        | 2                                                        | 2                                                        |  | 마요르카        | 0                                          | 6                                          | 6                                          |                                            |  |  |                                             |                                             |                                             |                                             |  |  |                                                     |                                                     |                                                     |                                                     |  |  |                        |                        |
| 스포르팅 히혼                                            | 1                                                        | 0                                                        | 1                                                        |  |                 |                                            |                                            |                                            |                                            |  |  |                                             |                                             |                                             |                                             |  |  |                                                     |                                                     |                                                     |                                                     |  |  | 아틀레틱 빌바오        | 0                      |
| 카디스                                                   | 0                                                        | 0                                                        | 0                                                        |  |                 |                                            |                                            |                                            |                                            |  |  |                                             |                                             |                                             |                                             |  |  |                                                     |                                                     |                                                     |                                                     |  |  | 바르셀로나             | 3                      |
| 발렌시아                                                 | 0                                                        | 4                                                        | 4                                                        |  |                 | 발렌시아 (원)                              | 1                                          | 1                                          | 2                                          |  |  |                                             |                                             |                                             |                                             |  |  |                                                     |                                                     |                                                     |                                                     |  |  |                        |                        |
| 산 로케                                                  | 0                                                        | 1                                                        | 1                                                        |  | 세비야          | 0                                          | 2                                          | 2                                          |                                            |  |  |                                             |                                             |                                             |                                             |  |  |                                                     |                                                     |                                                     |                                                     |  |  |                        |                        |
| 세비야                                                   | 1                                                        | 2                                                        | 3                                                        |  |                 |                                            |                                            |                                            |                                            |  |  | 발렌시아                                    | 4                                           | 3                                           | 7                                           |  |  |                                                     |                                                     |                                                     |                                                     |  |  |                        |                        |
| 알코르콘                                                 | 1                                                        | 2                                                        | 3                                                        |  |                 |                                            |                                            |                                            |                                            |  |  | 레반테                                      | 1                                           | 0                                           | 1                                           |  |  |                                                     |                                                     |                                                     |                                                     |  |  |                        |                        |
| 사라고사                                                 | 1                                                        | 0                                                        | 1                                                        |  |                 | 알코르콘                                   | 2                                          | 0                                          | 2                                          |  |  |                                             |                                             |                                             |                                             |  |  |                                                     |                                                     |                                                     |                                                     |  |  |                        |                        |
| 데포르티보                                               | 3                                                        | 1                                                        | 4                                                        |  | 레반테          | 1                                          | 4                                          | 5                                          |                                            |  |  |                                             |                                             |                                             |                                             |  |  |                                                     |                                                     |                                                     |                                                     |  |  |                        |                        |
| 레반테 (연)                                              | 1                                                        | 4                                                        | 5                                                        |  |                 |                                            |                                            |                                            |                                            |  |  |                                             |                                             |                                             |                                             |  |  | 발렌시아                                            | 1                                                   | 0                                                   | 1                                                   |  |  |                        |                        |
| 폰페라디나                                               | 0                                                        | 1                                                        | 1                                                        |  |                 |                                            |                                            |                                            |                                            |  |  |                                             |                                             |                                             |                                             |  |  | 바르셀로나                                          | 1                                                   | 2                                                   | 3                                                   |  |  |                        |                        |
| 레알 마드리드                                            | 2                                                        | 5                                                        | 7                                                        |  |                 | 레알 마드리드                              | 3                                          | 1                                          | 4                                          |  |  |                                             |                                             |                                             |                                             |  |  |                                                     |                                                     |                                                     |                                                     |  |  |                        |                        |
| 헤타페                                                   | 0                                                        | 2                                                        | 2                                                        |  | 말라가          | 2                                          | 0                                          | 2                                          |                                            |  |  |                                             |                                             |                                             |                                             |  |  |                                                     |                                                     |                                                     |                                                     |  |  |                        |                        |
| 말라가                                                   | 1                                                        | 2                                                        | 3                                                        |  |                 |                                            |                                            |                                            |                                            |  |  | 레알 마드리드                               | 1                                           | 2                                           | 3                                           |  |  |                                                     |                                                     |                                                     |                                                     |  |  |                        |                        |
| 로스피탈레트                                             | 0                                                        | 0                                                        | 0                                                        |  |                 |                                            |                                            |                                            |                                            |  |  | 바르셀로나                                  | 2                                           | 2                                           | 4                                           |  |  |                                                     |                                                     |                                                     |                                                     |  |  |                        |                        |
| 바르셀로나                                               | 1                                                        | 9                                                        | 10                                                       |  |                 | 바르셀로나                                 | 4                                          | 2                                          | 6                                          |  |  |                                             |                                             |                                             |                                             |  |  |                                                     |                                                     |                                                     |                                                     |  |  |                        |                        |
| 알메리아                                                 | 1                                                        | 1                                                        | 2                                                        |  | 오사수나        | 0                                          | 1                                          | 1                                          |                                            |  |  |                                             |                                             |                                             |                                             |  |  |                                                     |                                                     |                                                     |                                                     |  |  |                        |                        |
| 오사수나                                                 | 3                                                        | 1                                                        | 4                                                        |  |                 |                                            |                                            |                                            |                                            |  |  |                                             |                                             |                                             |                                             |  |  |                                                     |                                                     |                                                     |                                                     |  |  |                        |                        |

## 32강전
1차전은 2011년 11월 9일과 12월 8일, 13일에, 2차전은 2011년 12월 20일부터 22일까지 진행되었다.
| 팀 1            | 합계     | 팀 2                | 1차전 | 2차전 |
| --------------- | -------- | ------------------- | ----- | ----- |
| 폰페라디나      | 1–7      | 레알 마드리드       | 0–2   | 1–5   |
| 셀타 비고       | 2–4      | 에스파뇰            | 0–0   | 2–4   |
| 마요르카        | 2–1      | 스포르팅 히혼       | 0–1   | 2–0   |
| 산 로케         | 1–3      | 세비야              | 0–1   | 1–2   |
| 알바세테        | 3–1      | 아틀레티코 마드리드 | 2–1   | 1–0   |
| 미란데스        | 3–1      | 비야레알            | 1–1   | 2–0   |
| 알메리아        | 2–4      | 오사수나            | 1–3   | 1–1   |
| 알코르콘        | 3–1      | 사라고사            | 1–1   | 2–0   |
| 코르도바        | 2–2 (원) | 베티스              | 1–0   | 1–2   |
| 데포르티보      | 4–5 (연) | 레반테              | 3–1   | 1–4   |
| 라싱 산탄데르   | 6–6 (원) | 라요 바예카노       | 3–2   | 3–4   |
| 헤타페          | 2–3      | 말라가              | 0–1   | 2–2   |
| 레알 소시에다드 | 5–3      | 그라나다            | 4–1   | 1–2   |
| 오비에도        | 0–2      | 아틀레틱 빌바오     | 0–1   | 0–1   |
| 카디스          | 0–4      | 발렌시아            | 0–0   | 0–4   |
| 로스피탈레트    | 0–10     | 바르셀로나          | 0–1   | 0–9   |

### 1차전
| 2011년 11월 9일 | 로스피탈레트 | 0 – 1    | 바르셀로나     | 카탈루냐 로스피탈레트 데 료브레가트                                   |  |  |
| 22:00 CET       |              | (리포트) | 이니에스타 41′ | 경기장: 라 페이사 랴르가 관중 수: 2,500 심판: 카를로스 델 세로 그란데 |  |  |
|                 |              |          |                |                                                                       |  |  |

| 2011년 12월 8일 | 알바세테                       | 2 – 1    | 아틀레티코 마드리드 | 알바세테                                                                          |  |  |
| 20:00 CET       | 카예 31′ (페널티) · 수르도 62′ | (리포트) | 아드리안 70′        | 경기장: 카를로스 벨몬테 관중 수: 13,000 심판: 호세 안토니오 테이세이라 비티에네스 |  |  |
|                 |                                |          |                     |                                                                                   |  |  |

| 2011년 12월 8일 | 오비에도 | 0 – 1    | 아틀레틱 빌바오 | 오비에도                                                                 |  |  |
| 22:00 CET       |          | (리포트) | 데 마르코스 11′ | 경기장: 카를로스 타르티에레 관중 수: 15,000 심판: 호세 곤살레스 곤살레스 |  |  |
|                 |          |          |                 |                                                                          |  |  |

| 2011년 12월 13일 | 카디스 | 0 – 0    | 발렌시아 | 카디스                                                                   |  |  |
| 20:00 CET        |        | (리포트) |          | 경기장: 라몬 데 카란사 관중 수: 6,635 심판: 에두아르도 이투랄데 곤살레스 |  |  |
|                  |        |          |          |                                                                          |  |  |

| 2011년 12월 13일 | 폰페라디나 | 0 – 2    | 레알 마드리드           | 카스티야 이 레온 폰페라다                                                 |  |  |
| 20:00 CET        |            | (리포트) | 카예혼 29′ · 호날두 74′ | 경기장: 엘 토랄린 관중 수: 8,500 심판: 이그나시오 이글레시아스 비야누에바 |  |  |
|                  |            |          |                         |                                                                           |  |  |

| 2011년 12월 13일 | 미란데스   | 1 – 1    | 비야레알   | 카스티야 이 레온 미란다 데 에브로                                  |  |  |
| 21:00 CET        | 아로요 26′ | (리포트) | 발레로 85′ | 경기장: 안두바 관중 수: 4,100 심판: 페르난도 테이세이라 비티에네스 |  |  |
|                  |            |          |            |                                                                    |  |  |

| 2011년 12월 13일 | 알메리아 | 1 – 3    | 오사수나                                          | 알메리아                                                         |  |  |
| 21:00 CET        | 실바 75′ | (리포트) | 레키치 16′ · 네쿠남 31′ (페널티) · 아눈시아타 40′ | 경기장: 지중해 게임 경기장 관중 수: 2,011 심판: 미겔 페레스 라사 |  |  |
|                  |          |          |                                                   |                                                                  |  |  |

| 2011년 12월 13일 | 알코르콘   | 1 – 1    | 사라고사    | 알코르콘                                                          |  |  |
| 21:00 CET        | 리에라 22′ | (리포트) | 오르티스 7′ | 경기장: 산토 도밍고 관중 수: 2,500 심판: 세사르 무니스 페르난데스 |  |  |
|                  |            |          |             |                                                                   |  |  |

| 2011년 12월 13일 | 셀타 비고 | 0 – 0    | 에스파뇰 | 비고                                                              |  |  |
| 21:00 CET        |           | (리포트) |          | 경기장: 발라이도스 관중 수: 5,000 심판: 페드로 호세 페레스 몬테로 |  |  |
|                  |           |          |          |                                                                   |  |  |

| 2011년 12월 13일 | 코르도바   | 1 – 0    | 베티스 | 코르도바                                                              |  |  |
| 21:00 CET        | 디아스 90′ | (리포트) |        | 경기장: 누에보 아르캉헬 관중 수: 7,300 심판: 카를로스 델가도 페레이로 |  |  |
|                  |            |          |        |                                                                       |  |  |

| 2011년 12월 13일 | 데포르티보                   | 3 – 1    | 레반테     | 라 코루냐                                                             |  |  |
| 21:00 CET        | 알바레스 13′ · 사울 36′, 79′ | (리포트) | 아란다 78′ | 경기장: 리아소르 관중 수: 10,000 심판: 차비에르 에스트라다 페르난데스 |  |  |
|                  |                              |          |            |                                                                       |  |  |

| 2011년 12월 13일 | 마요르카 | 0 – 1    | 스포르팅 히혼 | 팔마 데 마요르카                                                       |  |  |
| 21:00 CET        |          | (리포트) | 무니스 84′    | 경기장: 이베로스타르 관중 수: 6,400 심판: 알폰소 알바레스 이스키에르도 |  |  |
|                  |          |          |               |                                                                        |  |  |

| 2011년 12월 13일 | 라싱 산탄데르                   | 3 – 2    | 라요 바예카노       | 산탄데르                                                              |  |  |
| 21:00 CET        | 스투아니 6′, 82′ · 나우엘판 88′ | (리포트) | 미첼 44′ · 미추 63′ | 경기장: 엘 사르디네로 관중 수: 5,000 심판: 하비에르 투리엔소 알바레스 |  |  |
|                  |                                 |          |                     |                                                                       |  |  |

| 2011년 12월 13일 | 헤타페 | 0 – 1    | 말라가     | 헤타페                                                                       |  |  |
| 21:00 CET        |        | (리포트) | 후안미 84′ | 경기장: 콜리세움 알폰소 페레스 관중 수: 5,000 심판: 알베르토 운디아노 마옝코 |  |  |
|                  |        |          |            |                                                                              |  |  |

| 2011년 12월 13일 | 레알 소시에다드                             | 4 – 1    | 그라나다   | 산 세바스티안                                             |  |  |
| 21:00 CET        | 그리즈만 4′ · 프리에토 7′, 63′ · 이프란 90′ | (리포트) | 헤이호 72′ | 경기장: 아노에타 관중 수: 18,000 심판: 미겔 아이사 가메스 |  |  |
|                  |                                             |          |            |                                                           |  |  |

| 2011년 12월 13일 | 산 로케 | 0 – 1    | 세비야     | 안달루시아 레페                                                          |  |  |
| 22:00 CET        |         | (리포트) | 카누테 11′ | 경기장: 시우다드 데 레페 관중 수: 2,500 심판: 카를로스 벨라스코 카르바요 |  |  |
|                  |         |          |            |                                                                          |  |  |

### 2차전
| 2011년 12월 20일 | 레알 마드리드                                      | 5 – 1 (합계 7 – 1) | 폰페라디나 | 마드리드                                                             |  |  |
| 20:00 CET        | 카예혼 25′, 88′ · 샤힌 45′ · 바란 49′ · 호셀루 79′ | (리포트)           | 아코란 53′ | 경기장: 산티아고 베르나베우 관중 수: 52,000 심판: 미겔 아이사 가메스 |  |  |
|                  |                                                    |                    |            |                                                                      |  |  |

| 2011년 12월 20일 | 에스파뇰                                                              | 4 – 2 (합계 4 – 2) | 셀타 비고           | 코르넬랴 데 료브레가트                                                      |  |  |
| 20:00 CET        | 베이스 30′ · 바스케스 48′ · 마요 57′ (자책골) · 세르히오 가르시아 68′ | (리포트)           | 로드리게스 62′, 90′ | 경기장: 코르넬랴-엘 프라트 관중 수: 11,410 심판: 카를로스 벨라스코 카르바요 |  |  |
|                  |                                                                       |                    |                     |                                                                             |  |  |

| 2011년 12월 20일 | 스포르팅 히혼 | 0 – 2 (합계 1 – 2) | 마요르카                           | 히혼                                                              |  |  |
| 20:00 CET        |               | (리포트)           | 메넨데스 19′ (자책골) · 은수에 70′ | 경기장: 엘 몰리논 관중 수: 6,000 심판: 다비드 페르난데스 보르발란 |  |  |
|                  |               |                    |                                    |                                                                   |  |  |

| 2011년 12월 20일 | 세비야                   | 2 – 1 (합계 3 – 1) | 산 로케  | 세비야                                                                       |  |  |
| 22:00 CET        | 카누테 53′ (페널티), 62′ | (리포트)           | 파본 79′ | 경기장: 산체스 피스후안 관중 수: 10,000 심판: 페르난도 테이세이라 비티에네스 |  |  |
|                  |                          |                    |          |                                                                              |  |  |

| 2011년 12월 21일 | 아틀레티코 마드리드 | 0 – 1 (합계 1 – 3) | 알바세테  | 마드리드                                                                 |  |  |
| 20:00 CET        |                     | (리포트)           | 쿠르토 1′ | 경기장: 비센테 칼데론 관중 수: 15,000 심판: 알폰소 알바레스 이스키에르도 |  |  |
|                  |                     |                    |           |                                                                          |  |  |

| 2011년 12월 21일 | 비야레알 | 0 – 2 (합계 1 – 3) | 미란데스        | 발렌시아 비야레알                                          |  |  |
| 21:00 CET        |          | (리포트)           | 인판테 60′, 87′ | 경기장: 엘 마드리갈 관중 수: 12,000 심판: 미겔 페레스 라사 |  |  |
|                  |          |                    |                 |                                                            |  |  |

| 2011년 12월 21일 | 오사수나 | 1 – 1 (합계 4 – 1) | 알메리아   | 팜플로나                                                       |  |  |
| 21:00 CET        | 라마 79′ | (리포트)           | 고이톰 85′ | 경기장: 엘 사다르 관중 수: 8,801 심판: 카를로스 델 세로 그란데 |  |  |
|                  |          |                    |            |                                                                |  |  |

| 2011년 12월 21일 | 사라고사 | 0 – 2 (합계 0 – 2) | 알코르콘              | 사라고사                                                                    |  |  |
| 21:00 CET        |          | (리포트)           | 리에라 86′ · 키니 89′ | 경기장: 라 로마레다 관중 수: 4,000 심판: 이그나시오 이글레시아스 비야누에바 |  |  |
|                  |          |                    |                       |                                                                             |  |  |

| 2011년 12월 21일 | 베티스          | 2 – 1 (합계 2 – 2원) | 코르도바     | 세비야                                                                     |  |  |
| 21:00 CET        | 몰리나 34′, 54′ | (리포트)             | 가르시아 17′ | 경기장: 베니토 비야마린 관중 수: 27,000 심판: 에두아르도 이투랄데 곤살레스 |  |  |
|                  |                 |                      |              |                                                                            |  |  |

| 2011년 12월 21일 | 레반테                                                    | 4 – 1 (연) (합계 5 – 4) | 데포르티보            | 발렌시아                                                               |  |  |
| 21:00 CET        | 엘 자르 14′ · 바예스테로스 37′ · 수아레스 79′ · 코네 100′ | (리포트)                | 알바레스 24′ (페널티) | 경기장: 발렌시아 시립 경기장 관중 수: 8,500 심판: 호세 파라다스 로메로 |  |  |
|                  |                                                           |                         |                       |                                                                        |  |  |

| 2011년 12월 21일 | 라요 바예카노                                                | 4 – 3 (합계 6 – 6원) | 라싱 산탄데르                            | 마드리드                                                       |  |  |
| 21:00 CET        | 토레혼 33′ (자책골) · 미추 36′ · 델리바시치 40′ · 타무도 61′ | (리포트)             | 치올리스 8′ · 스투아니 52′, 73′ (페널티) | 경기장: 바예카스 관중 수: 8,050 심판: 카를로스 델가도 페레이로 |  |  |
|                  |                                                              |                      |                                          |                                                                |  |  |

| 2011년 12월 21일 | 말라가                             | 2 – 2 (합계 3 – 2) | 헤타페                           | 말라가                                                          |  |  |
| 21:00 CET        | 판 니스텔로이 45′ · 부오나노테 86′ | (리포트)           | 카바예로 51′ (자책골) · 마네 79′ | 경기장: 라 로살레다 관중 수: 6,000 심판: 카를로스 클로스 고메스 |  |  |
|                  |                                    |                    |                                  |                                                                 |  |  |

| 2011년 12월 21일 | 그라나다                           | 2 – 1 (합계 3 – 5) | 레알 소시에다드 | 그라나다                                                             |  |  |
| 21:00 CET        | 시케이라 19′ (페널티) · 헤이호 66′ | (리포트)           | 아기레체 83′    | 경기장: 로스 카르메네스 관중 수: 18,000 심판: 안토니오 마테우 라오스 |  |  |
|                  |                                    |                    |                 |                                                                      |  |  |

| 2011년 12월 21일 | 아틀레틱 빌바오 | 1 – 0 (합계 2 – 0) | 오비에도 | 빌바오                                                                      |  |  |
| 22:00 CET        | 에레라 73′      | (리포트)           |          | 경기장: 산 마메스 관중 수: 18,000 심판: 호세 안토니오 테이세이라 비티에네스 |  |  |
|                  |                 |                    |          |                                                                             |  |  |

| 2011년 12월 22일 | 발렌시아                                         | 4 – 0 (합계 4 – 0) | 카디스 | 발렌시아                                                              |  |  |
| 20:00 CET        | 루이스 4′ · 조나스 26′ · 솔다도 40′ · 바네가 67′ | (리포트)           |        | 경기장: 메스타야 관중 수: 20,000 심판: 사비에르 에스트라다 페르난데스 |  |  |
|                  |                                                  |                    |        |                                                                       |  |  |

| 2011년 12월 22일 | 바르셀로나                                                                                                   | 9 – 0 (합계 10 – 0) | 로스피탈레트 | 바르셀로나                                                   |  |  |
| 22:00 CET        | 페드로 12′ (페널티) · 이니에스타 20′ · 티아고 23′, 55′ (페널티) · 차비 36′ · 테요 43′, 64′ · 쿠엥카 49′, 81′ | (리포트)            |              | 경기장: 캄 노우 관중 수: 56,480 심판: 호세 곤살레스 곤살레스 |  |  |
|                  | |                     |              |                                                              |  |  |

## 16강전
16강전, 8강전, 그리고 준결승전의 추첨식은 2011년 12월 23일 10시(CET)에 마드리드 라스 로사스의 축구 도시에서 진행되었다.
1차전은 2012년 1월 3일부터 5일까지, 2차전은 2012년 1월 10일부터 12일까지 진행되었다.
| 팀 1            | 합계     | 팀 2            | 1차전 | 2차전 |
| --------------- | -------- | --------------- | ----- | ----- |
| 레알 소시에다드 | 3–6      | 마요르카        | 2–0   | 1–6   |
| 미란데스        | 3–1      | 라싱 산탄데르   | 2–0   | 1–1   |
| 레알 마드리드   | 4–2      | 말라가          | 3–2   | 1–0   |
| 알코르콘        | 2–5      | 레반테          | 2–1   | 0–4   |
| 코르도바        | 4–5      | 에스파뇰        | 2–1   | 2–4   |
| 발렌시아        | 2–2 (원) | 세비야          | 1–0   | 1–2   |
| 알바세테        | 0–4      | 아틀레틱 빌바오 | 0–0   | 0–4   |
| 바르셀로나      | 6–1      | 오사수나        | 4–0   | 2–1   |

### 1차전
| 2012년 1월 3일 | 알바세테 | 0 – 0    | 아틀레틱 빌바오 | 알바세테                                                             |  |  |
| 20:00 CET      |          | (리포트) |                 | 경기장: 카를로스 벨몬테 관중 수: 13,000 심판: 안토니오 마테우 라오스 |  |  |
|                |          |          |                 |                                                                      |  |  |

| 2012년 1월 3일 | 미란데스                  | 2 – 0    | 라싱 산탄데르 | 카스티야 이 레온 미란다 데 에브로                            |  |  |
| 21:00 CET      | 인판테 33′ · 마르틴스 45′ | (리포트) |               | 경기장: 안두바 관중 수: 4,100 심판: 세사르 무니스 페르난데스 |  |  |
|                |                           |          |               |                                                              |  |  |

| 2012년 1월 3일 | 알코르콘                | 2 – 1    | 레반테       | 알코르콘                                                      |  |  |
| 21:00 CET      | 보르하 13′ · 나고레 51′ | (리포트) | 파야르도 23′ | 경기장: 산토 도밍고 관중 수: 2,500 심판: 페드로 페레스 몬테로 |  |  |
|                |                         |          |              |                                                               |  |  |

| 2012년 1월 3일 | 레알 마드리드                        | 3 – 2    | 말라가                     | 마드리드                                                                         |  |  |
| 22:00 CET      | 케디라 68′ · 이과인 69′ · 벤제마 77′ | (리포트) | 산체스 9′ · 데미첼리스 28′ | 경기장: 산티아고 베르나베우 관중 수: 80,000 심판: 페르난도 테이세이라 비티에네스 |  |  |
|                |                                      |          |                            |                                                                                  |  |  |

| 2012년 1월 4일 | 레알 소시에다드             | 2 – 0    | 마요르카 | 산 세바스티안                                               |  |  |
| 20:00 CET      | 아란부루 17′ · 아기레체 55′ | (리포트) |          | 경기장: 아노에타 관중 수: 23,000 심판: 호세 파라다스 로메로 |  |  |
|                |                             |          |          |                                                             |  |  |

| 2012년 1월 4일 | 바르셀로나                            | 4 – 0    | 오사수나 | 바르셀로나                                                       |  |  |
| 22:00 CET      | 파브레가스 13′, 18′ · 메시 72′, 90+1′ | (리포트) |          | 경기장: 캄 노우 관중 수: 60,000 심판: 다비드 페르난데스 보르발란 |  |  |
|                |                                       |          |          |                                                                  |  |  |

| 2012년 1월 5일 | 코르도바                       | 2 – 1    | 에스파뇰        | 코르도바                                                               |  |  |
| 20:00 CET      | B. 가르시아 81′ · 카바예로 85′ | (리포트) | S. 가르시아 39′ | 경기장: 누에보 아르캉헬 관중 수: 19,311 심판: 알베르토 운디아노 마옝코 |  |  |
|                |                                |          |                 |                                                                        |  |  |

| 2012년 1월 5일 | 발렌시아   | 1 – 0    | 세비야 | 발렌시아                                                          |  |  |
| 22:00 CET      | 조나스 32′ | (리포트) |        | 경기장: 메스타야 관중 수: 38,000 심판: 하비에르 투리엔소 알바레스 |  |  |
|                |            |          |        |                                                                   |  |  |

### 2차전
| 2012년 1월 10일 | 마요르카                                                      | 6 – 1 (합계 6 – 3) | 레알 소시에다드 | 팔마 데 마요르카                                             |  |  |
| 20:00 CET       | 카스트로 34′, 41′ · 헤메드 36′, 59′ · 누네스 38′ · 알파로 53′ | (리포트)           | 이프란 16′      | 경기장: 이베로스타르 관중 수: 6,500 심판: 미겔 아이사 가메스 |  |  |
|                 |                                                               |                    |                 |                                                              |  |  |

| 2012년 1월 10일 | 라싱 산탄데르 | 1 – 1 (합계 1 – 3) | 미란데스            | 산탄데르                                                                |  |  |
| 21:00 CET       | 무니티스 34′  | (리포트)           | 인판테 72′ (페널티) | 경기장: 엘 사르디네로 관중 수: 8,000 심판: 에두아르도 이투랄데 곤살레스 |  |  |
|                 |               |                    |                     |                                                                         |  |  |

| 2012년 1월 10일 | 말라가 | 0 – 1 (합계 2 – 4) | 레알 마드리드 | 말라가                                                     |  |  |
| 22:00 CET       |        | (리포트)           | 벤제마 72′    | 경기장: 라 로살레다 관중 수: 27,000 심판: 미겔 페레스 라사 |  |  |
|                 |        |                    |               |                                                            |  |  |

| 2012년 1월 11일 | 레반테                                                | 4 – 0 (합계 5 – 2) | 알코르콘 | 발렌시아                                                                        |  |  |
| 20:00 CET       | 바르케로 23′ · 로헤르 45′ · 이보라 52′ · 수아레스 66′ | (리포트)           |          | 경기장: 발렌시아 시립 경기장 관중 수: 10,127 심판: 알폰소 알바레스 이스키에르도 |  |  |
|                 |                                                       |                    |          |                                                                                 |  |  |

| 2012년 1월 11일 | 에스파뇰                           | 4 – 2 (합계 5 – 4) | 코르도바                       | 코르넬랴 데 료브레가트                                                 |  |  |
| 21:00 CET       | 바스케스 9′, 20′, 88′ · 디다크 36′ | (리포트)           | 아길라르 40′ · 페페 디아스 49′ | 경기장: 코르넬랴-엘프라트 관중 수: 15,000 심판: 카를로스 클로스 고메스 |  |  |
|                 |                                    |                    |                                |                                                                        |  |  |

| 2012년 1월 11일 | 세비야                                      | 2 – 1 (합계 2 – 2원) | 발렌시아   | 세비야                                                                            |  |  |
| 22:00 CET       | 라키티치 70′ · 빅토르 루이스 90+1′ (자책골) | (리포트)             | 솔다도 66′ | 경기장: 산체스 피스후안 관중 수: 25,000 심판: 호세 안토니오 테이세이라 비티에네스 |  |  |
|                 |                                             |                      |            |                                                                                   |  |  |

| 2012년 1월 12일 | 아틀레틱 빌바오                                      | 4 – 0 (합계 4 – 0) | 알바세테 | 빌바오                                                                 |  |  |
| 20:00 CET       | 수사에타 24′ · 에레라 65′ · 토케로 78′ · 산 호세 86′ | (리포트)           |          | 경기장: 산 마메스 관중 수: 18,000 심판: 사비에르 에르스라다 페르난데스 |  |  |
|                 |                                                      |                    |          |                                                                        |  |  |

| 2012년 1월 12일 | 오사수나   | 1 – 2 (합계 1 – 6) | 바르셀로나                   | 팜플로나                                                           |  |  |
| 22:00 CET       | 레키치 40′ | (리포트)           | 산체스 48′ · S. 로베르토 71′ | 경기장: 엘 사다르 관중 수: 12,498 심판: 카를로스 벨라스코 카르바요 |  |  |
|                 |            |                    |                              |                                                                    |  |  |

## 8강전
1차전은 2012년 1월 17일부터 19일까지, 2차전은 2012년 1월 24일부터 26일까지 진행되었다.
| 팀 1            | 합계     | 팀 2       | 1차전 | 2차전 |
| --------------- | -------- | ---------- | ----- | ----- |
| 에스파뇰        | 4–4 (원) | 미란데스   | 3−2   | 1−2   |
| 아틀레틱 빌바오 | 3−0      | 마요르카   | 2−0   | 1−0   |
| 레알 마드리드   | 3–4      | 바르셀로나 | 1−2   | 2–2   |
| 발렌시아        | 7−1      | 레반테     | 4−1   | 3−0   |

### 1차전
| 2012년 1월 17일 | 에스파뇰                           | 3 − 2    | 미란데스                | 코르넬랴 데 료브레가트                                                  |  |  |
| 21:00 CET       | 베이스 85′ · 폰트 87′ · 베르두 89′ | (리포트) | 아로요 28′ · 인판테 78′ | 경기장: 코르넬랴-엘 프라트 관중 수: 22,000 심판: 안토니오 마테우 라오스 |  |  |
|                 |                                    |          |                         |                                                                         |  |  |

| 2012년 1월 18일 | 아틀레틱 빌바오           | 2 − 0    | 마요르카 | 빌바오                                                         |  |  |
| 20:00 CET       | 요렌테 35′ · 무니아인 59′ | (리포트) |          | 경기장: 산 마메스 관중 수: 38,000 심판: 호세 곤살레스 곤살레스 |  |  |
|                 |                           |          |          |                                                                |  |  |

| 2012년 1월 18일 | 레알 마드리드 | 1 − 2    | 바르셀로나            | 마드리드                                                                   |  |  |
| 22:00 CET       | 호날두 11′    | (리포트) | 푸욜 48′ · 에비달 76′ | 경기장: 산티아고 베르나베우 관중 수: 83,500 심판: 세사르 무니스 페르난데스 |  |  |
|                 |               |          |                       |                                                                            |  |  |

| 2012년 1월 19일 | 발렌시아                                               | 4 − 1    | 레반테   | 발렌시아                                                    |  |  |
| 21:30 CET       | 조나스 24′ · 솔다도 31′ · 피아티 45′ · T. 코스타 90+4′ | (리포트) | 코네 37′ | 경기장: 메스타야 관중 수: 40,000 심판: 호세 파라다스 로메로 |  |  |
|                 |                                                        |          |          |                                                             |  |  |

### 2차전
| 2012년 1월 24일 | 미란데스                  | 2 − 1 (합계 4원 – 4) | 에스파뇰 | 카스티야 이 레온 미란다 데 에브로                      |  |  |
| 21:30 CET       | 인판테 57′ · 카네다 90+2′ | (리포트)             | 폰트 47′ | 경기장: 안두바 관중 수: 5,858 심판: 미겔 아이사 가메스 |  |  |
|                 |                           |                      |          |                                                        |  |  |

| 2012년 1월 25일 | 마요르카 | 0 − 1 (합계 0 – 3) | 아틀레틱 빌바오     | 팔마 데 마요르카                                                   |  |  |
| 20:00 CET       |          | (리포트)           | 라미스 76′ (자책골) | 경기장: 이베로스타르 관중 수: 10,990 심판: 카를로스 델 세로 그란데 |  |  |
|                 |          |                    |                     |                                                                    |  |  |

| 2012년 1월 25일 | 바르셀로나                     | 2 − 2 (합계 4 – 3) | 레알 마드리드           | 바르셀로나                                                           |  |  |
| 22:00 CET       | 페드로 43′ · 다니 아우베스 44′ | (리포트)           | 호날두 67′ · 벤제마 71′ | 경기장: 캄 노우 관중 수: 95,486 심판: 페르난도 테이세이라 비티에네스 |  |  |
|                 |                                |                    |                         |                                                                      |  |  |

| 2012년 1월 26일 | 레반테 | 0 − 3 (합계 1 – 7) | 발렌시아                       | 발렌시아                                                                              |  |  |
| 21:30 CET       |        | (리포트)           | 아두리스 25′ · 피아티 30′, 86′ | 경기장: 발렌시아 시립 경기장 관중 수: 12,100 심판: 이그나시오 이글레시아스 비야누에바 |  |  |
|                 |        |                    |                                |                                                                                       |  |  |

## 준결승전
1차전은 2012년 1월 31일과 2월 1일에, 2차전은 2012년 2월 7일과 8일에 진행되었다.
| 팀 1     | 합계 | 팀 2            | 1차전 | 2차전 |
| -------- | ---- | --------------- | ----- | ----- |
| 미란데스 | 3–8  | 아틀레틱 빌바오 | 1–2   | 2–6   |
| 발렌시아 | 1–3  | 바르셀로나      | 1-1   | 0–2   |

### 1차전
| 2012년 1월 31일 | 미란데스     | 1 – 2    | 아틀레틱 빌바오 | 카스티야 이 레온 미란다 데 에브로                                  |  |  |
| 22:00 CET       | 람바리 90+2′ | (리포트) | 요렌테 18′, 27′ | 경기장: 안두바 관중 수: 7,980 심판: 사비에르 에스트라다 페르난데스 |  |  |
|                 |              |          |                 |                                                                    |  |  |

| 2012년 2월 1일 | 발렌시아   | 1 – 1    | 바르셀로나 | 발렌시아                                                      |  |  |
| 21:00 CET      | 조나스 27′ | (리포트) | 푸욜 35′   | 경기장: 메스타야 관중 수: 51,800 심판: 호세 곤살레스 곤살레스 |  |  |
|                |            |          |            |                                                               |  |  |

### 2차전
| 2012년 2월 7일 | 아틀레틱 빌바오                                                                        | 6 – 2 (합계 8 – 3) | 미란데스        | 빌바오                                                           |  |  |
| 22:00 CET      | 무니아인 11′ · 수사에타 14′ · 아우르테네체 23′ · 요렌테 71′, 75′ · 카네다 88′ (자책골) | (리포트)           | 블랑코 58′, 86′ | 경기장: 산 마메스 관중 수: 39,000 심판: 알베르토 운디아노 마옝코 |  |  |
|                |                                                                                        |                    |                 |                                                                  |  |  |

| 2012년 2월 8일 | 바르셀로나                | 2 – 0 (합계 3 – 1) | 발렌시아 | 바르셀로나                                                       |  |  |
| 21:00 CET      | 파브레가스 15′ · 차비 80′ | (리포트)           |          | 경기장: 캄 노우 관중 수: 69,476 심판: 다비드 페르난데스 보르발란 |  |  |
|                |                           |                    |          |                                                                  |  |  |

## 결승전
| 아틀레틱 빌바오 | 0 – 3    | 바르셀로나                |
| --------------- | -------- | ------------------------- |
|                 | (리포트) | 페드로 3′, 25′ · 메시 20′ |

## 우승
| 코파 델 레이 2011–12 우승 |
| ------------------------- |
| 바르셀로나 26번째 우승    |

## 득점 집계
| 순위 | 이름                | 골 | 구단            |
| ---- | ------------------- | -- | --------------- |
| 1    | 파블로 인판테       | 6  | 미란데스        |
| 2    | 페르난도 요렌테     | 5  | 아틀레틱 빌바오 |
| 2    | 알바로 바스케스     | 5  | 에스파뇰        |
| 4    | 조나스              | 4  | 발렌시아        |
| 4    | 페드로              | 4  | 바르셀로나      |
| 4    | 크리스티안 스투아니 | 4  | 라싱 산탄데르   |
| 7    | 카림 벤제마         | 3  | 레알 마드리드   |
| 7    | 세스크 파브레가스   | 3  | 바르셀로나      |
| 7    | 크리스티아누 호날두 | 3  | 레알 마드리드   |
| 7    | 호세 카예혼         | 3  | 레알 마드리드   |
| 7    | 프레데리크 카누테   | 3  | 세비야          |
| 7    | 리오넬 메시         | 3  | 바르셀로나      |
| 7    | 파블로 피아티       | 3  | 발렌시아        |
| 7    | 로베르토 솔다도     | 3  | 발렌시아        |

## 같이 보기
- 라리가 2011-12
- 세군다 디비시온 2011-12
- 세군다 디비시온 B 2011-12